# Partito Democratico Europeo Catalano
Il Partito Democratico Europeo Catalano (in catalano: Partit Demòcrata Europeu Català - PDeCAT; IPA: [pəɾˈtit dəˈmɔkɾətə əwɾuˈpɛw kətəˈɫa]) è un partito politico liberale catalano che sostiene l'indipendenza della Catalogna dalla Spagna.
È stato fondato a Barcellona il 10 luglio 2016, come successore di Convergenza Democratica di Catalogna, e fa parte dell'alleanza indipendentista JxCat, fondata nel 2017 dall'ex presidente catalano Carles Puigdemont.
A partire dall'elezione di David Bonvehí alla presidenza, il partito ha iniziato una transizione verso la piena integrazione in JxCat, apportando quindi l'eredità post-convergente al progetto politico trasversale di Puigdemont.
Questa decisione strategica trova opposizione nel settore moderato del partito, guidato dall'ex-coordinatrice Marta Pascal e dall'ex-deputato Carles Campuzano, fautori di un indipendentismo dialogante con lo Stato e gradualista.

## Storia
| Elezione                                                                          | Voti    | %    | Seggi   |
| --------------------------------------------------------------------------------- | ------- | ---- | ------- |
| Generali 2019 (Apr.) a                                                            | 500.787 | 1,91 | 4 / 350 |
| Generali 2019 (Nov.) b                                                            | 527.375 | 2,19 | 3 / 350 |
| a Nella lista JxCat, che ottiene 7 seggi b Nella lista JxCat, che ottiene 8 seggi |         |      |         |